# 桂林市基督教堂

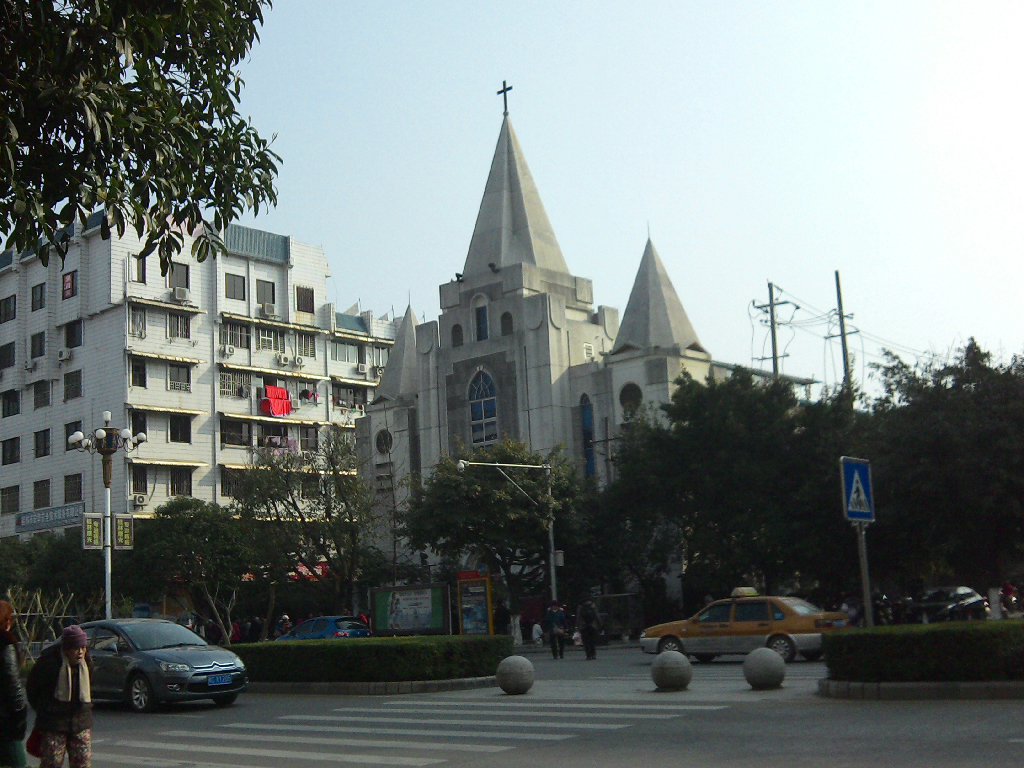
桂林市基督教堂（広西チワン族自治区）

桂林市基督教堂（けいりんしきりすときょうどう）は、中国広西チワン族自治区桂林市秀峰区中山中路50号にあるプロテスタント教会である。1912年に同市に設立された南部バプテスト教会の経堂を、1994年に建て直したのを利用している。

## 概要
桂林では、19世紀末から様々な宗派の宣教師が来て、色々な教会を設立していた。中華人民共和国の建国前は、桂林には聖公会4教会、バプテスト教会 3 教会、キリスト教同盟教会、ルーテル教会、自立教会、キリスト教集会、台東神学校を含む12のキリスト教教会が存在していた。中華人民共和国成立後、三自改革が実施され、「統一礼拝」が行われた後、教会は一つだけが残された。
当時教会が使用していたのは以前南部バプテスト教会の経堂で、抗日戦争後に建て替えられ、大講堂、小講堂、2階建ての住居があり、総建築面積は約1,000平方メートルであった。しかし文化大革命中、教会は紅星印刷工場の工場建物として使用され、聖職者は迫害された。
文化大革命終了後、1980年と1982年の2回にわたり教会に返還された。当時、桂林市都市部で唯一のキリスト教教会であった。1980年12月25日、桂林キリスト教会は文化大革命後初めて集会を再開した。しかし1994年、都市再開発で教会は取り壊され、中山中路456号（現在は50号）に移転し、桂林市基督経堂という名前の新しい教会堂が建てられて、10月16日に落成式が執り行われた。新しい教会堂は西洋建築形式を採用しており、敷地面積1,309.9平方メートル、床面積747.4平方メートル、建築面積1,828.5平方メートルで、集会には1,000人以上を収容できる。これは当時、広西チワン族自治区最大のキリスト教堂であった。

## 集会時間表
主日礼拝、水・木・金・土曜日の集会の時間は上の通り。

## 参照項目
- 中国のキリスト教
- 中国基督教協会
- 愛徳基金会
- 桂林カトリック教堂 - 桂林市のカトリック教会